# Divizion Tarasova
La Divizion Tarasova (in russo: Дивизион Тарасова), chiamata anche in inglese Tarasov Division, appartiene alla Kontinental Hockey League e venne formata nel 2008. Dopo la riorganizzazione della lega nel 2009 venne inserita nella Western Conference. Il suo nome è stato scelto in ricordo di Аnatolij Tarasov, bandiera dell'hockey sovietico membro della Hockey Hall of Fame.

## Squadre attuali
- CSKA Mosca
- Dinamo Minsk
- Dinamo Riga
- Dinamo Mosca
- Lok. Jaroslavl’
- Severstal’

## Campioni di Divizion
- 2008-09 -  CSKA Mosca (27-7-11-11, 106 pt.)
- 2009-10 -  MVD (30-1-10-15, 102 pt.)
- 2010-11 -  Lok. Jaroslavl’ (33-2-5-14, 108 pt.)
- 2011-12 -  Torpedo N. Novg. (24-6-7-17, 91 pt.)
- 2012-13 -  CSKA Mosca (23-13-1-15, 96 pt.)
- 2013-14 -  Dinamo Mosca (34-4-5-11, 115 pt.)
- 2014-15 -  CSKA Mosca (39-10-2-9, 139 pt.)
- 2015-16 -  CSKA Mosca (38-5-3-14, 127 pt.)
- 2016-17 -  CSKA Mosca (41-3-8-8, 137 pt.)
- 2017-18 -  CSKA Mosca (35-9-1-11, 124 pt.)
- 2018-19 -  CSKA Mosca (43-10-0-9, 106 pt.)
- 2019-20 -  CSKA Mosca (40-5-4-13, 93 pt.)
- 2020-21 -  CSKA Mosca (34-9-5-12, 91 pt.)

## Vincitori della Coppa Gagarin prodotti
- 2018-19 -  CSKA Mosca